# Cogno
Der Cogno war ein italienisches Volumenmaß für Flüssigkeiten. Es war ein Weinmaß in Florenz.
- 1 Cogno = 11 Stübchen (Hamburger) = 10 Barili = 22.980 Pariser Kubikzoll = 455,84 Liter